# Oncidium portmannii
Oncidium portmannii är en orkidéart som först beskrevs av Leonore Bockemühl, och fick sitt nu gällande namn av Mark W. Chase och Norris Hagan Williams. Oncidium portmannii ingår i släktet Oncidium och familjen orkidéer.

## Underarter
Arten delas in i följande underarter:
- O. p. cohrsiae
- O. p. portmannii